# Rohff
Housni Mkouboi (Antananarivo, 15 december 1977), beter bekend als Rohff, is een Frans-Malagassisch rapper. Naast zijn solocarrière staat hij ook bekend als lid van het rapcollectief Mafia K'1 Fry. In Frankrijk geniet hij van een zeer grote populariteit onder het brede publiek. Tijdens zijn carrière werkte hij samen met onder meer Kery James, La Fouine, Havoc, Rim'K en Game.

## Biografie
Mkouboi werd geboren op Madagaskar en bracht zijn jeugd door op het eiland Grande Comore. In 1984 immigreerde hij naar Vitry-sur-Seine (Parijs). Onder de naam Rohff, een afkorting voor Rimeur Offensif Honorant le Fond et la Forme, brak hij in 1994 door als rapper en sloot hij zich aan bij de rapcrew Mafia K'1 Fry, een collectief van verschillende rappers uit Val-de-Marne. In 1999 bracht hij zijn eerste album uit, getiteld Le Code de l'honneur, maar zijn grote succes begon met zijn tweede album La Vie avant la mort, waarvan in Frankrijk zo'n 250.000 exemplaren verkocht werden. Zijn derde album, La Fierté des nôtres, werd een groot commercieel succes en kreeg een dubbele gouden onderscheiding. Vandaag de dag is Rohff een van de grotere rappers van Frankrijk en werkt hij samen met zowel nationale als internationale artiesten.

## Discografie
- Le Code de l'honneur (1999)
- La Vie avant la mort (2001)
- La Fierté des nôtres (2004)
- Au-delà de mes Limites (2005)
- Le Code de l'horreur (2008)
- Pouvoir Danger Respect Game (PDRG) (2013)
- Le Rohff Game (2015)
- Surnaturel (2018)

Voor de discografie van Rohff bij Mafia K'1 Fry, zie aldaar.
- Bibliothèque nationale de France: cb14043864q (data)
- International Standard Name Identifier: 0000 0000 0350 0650
- MusicBrainz: f4a92aac-995b-47ab-80a5-33218a3e7823
- Système universitaire de documentation: 08147511X
- Virtual International Authority File: 44500946